# 모던 토킹
모던 토킹(영어: Modern Talking)은 독일의 팝 듀오이다.
데뷔 직후부터 1985년까지는 디터 볼렌과 토마스 안더스의 2인 체제로 활동하였으나, 1986년부터는 스페인의 음악 프로듀서인 루이스 로드리게스가 참여하여 1987년까지 3인조로 활동했다. 1987년에 그룹이 해체되었으나, 1998년에 재결성하였고 이때 미국의 힙합 가수인 에릭 싱글턴이 합류하여 4인 그룹이 되었다. 그러나 2000년에 루이스 로드리게스가 모던 토킹을 탈퇴하였고, 2001년에는 에릭 싱글턴까지 하차하여 다시 2인조가 되었다. 결국 2003년에는 모던 토킹이 다시 해체되었다.

## 음반 목록
- The 1st Album(1985)
- Let's Talk About Love(1985)
- Ready for Romance(1986)
- In the Middle of Nowhere(1986)
- Romantic Warriors(1987)
- In the Garden of Venus(1987)
- Back for Good(1998)
- Alone(1999)
- Year of the Dragon(2000)
- America(2001)
- Victory(2002)
- Universe(2003)